# Esenpınar (Erdemli)
Esenpınar ist eine ehemalige Gemeinde im Landkreis Erdemli der türkischen Provinz Mersin. Seit einer Gebietsreform 2014 ist der Ort ein Ortsteil der Kreisstadt Erdemli. Esenpınar liegt im Westen des Landkreises, etwa zwölf Kilometer vom Mittelmeer entfernt, an der Straße, die von Limonlu an der Mündung des gleichnamigen Flusses in westlicher Richtung nach Seydili und Uzuncaburç führt.
Ein früherer Name des Ortes war Güvere.
In der Umgebung liegen verschiedene sehenswerte Ruinenstätten. Etwa 5 Kilometer östlich die von Öküzlü, 2,5 Kilometer südlich Hacıömerli und beim ebensoweit entfernten Sömek im Westen die Felsreliefs eines Kriegers und der Athene.